# Caleb Rodney
Caleb Rodney (* 29. April 1767 in Lewes, Delaware Colony; † 29. April 1840 ebenda) war ein US-amerikanischer Politiker und von 1822 bis 1823 Gouverneur des Bundesstaates Delaware.

## Frühe Jahre und politischer Aufstieg
Caleb Rodney war der Bruder von Daniel Rodney, der zwischen 1814 und 1817 Gouverneur von Delaware war, und der Onkel von George B. Rodney, der von 1841 bis 1845 Abgeordneter im US-Repräsentantenhaus war. Außerdem war er weitläufig mit Caesar Rodney verwandt, der zwischen 1778 und 1781 Präsident von Delaware war. Er war ebenfalls mit US-Senator Caesar A. Rodney verwandt. Vor seiner politischen Laufbahn betrieb er ein Ladengeschäft in seiner Heimatstadt Lewes.
Politisch war er wie sein Bruder Mitglied der Föderalistischen Partei. Er schloss sich im Sussex County einer Gesellschaft zur Abschaffung der Sklaverei an. Im Jahr 1816 kandidierte er erfolglos für einen Sitz im Repräsentantenhaus in Washington. Zwischen 1806 und 1822 war er mit einigen Unterbrechungen abwechselnd im Repräsentantenhaus von Delaware und im Staatssenat. Im Jahr 1822 war er dessen Präsident.

## Gouverneur von Delaware und weiterer Lebenslauf
Im Jahr 1819 war Henry Molleston zum neuen Gouverneur von Delaware gewählt worden. Dieser starb noch vor seiner für Januar 1820 geplanten Amtseinführung. Daraufhin wurde beschlossen, dass der damalige Senatspräsident Jacob Stout das erste Jahr von Mollestons dreijähriger Amtszeit als Gouverneur absolvieren sollte. Dann sollten Neuwahlen darüber entscheiden, wer die verbleibenden zwei Jahre als Gouverneur regieren sollte. Diese Wahlen gewann John Collins, der aber bereits im April 1822 noch vor Ablauf der Amtszeit im Januar 1823 verstarb. Nach Collins Tod musste Rodney, der zu dieser Zeit Senatspräsident war, die Amtszeit beenden. Er war damit der dritte Gouverneur in der ursprünglichen Amtszeit Mollestons.
In den neun Monaten seiner Amtszeit setzte Caleb Rodney im Wesentlichen die Politik seines Vorgängers fort, ohne eigene Akzente zu setzen. Nach dem Ende seiner Amtszeit am 21. Januar 1823 zog sich Rodney aus der Politik zurück und widmete sich wieder seinen privaten Angelegenheiten. Er starb im April 1840. Mit seiner Frau Elizabeth West hatte er fünf Kinder.